# Selaginella nothohybrida
Selaginella nothohybrida är en mosslummerväxtart som beskrevs av Valdespino. Selaginella nothohybrida ingår i släktet mosslumrar, och familjen mosslummerväxter. Inga underarter finns listade i Catalogue of Life.